# Реч (гмина)
Реч (пол. Recz) — гмина (волость) в Польше, входит как административная единица в Хощненский повет, Западно-Поморское воеводство. Население — 5712 человек (на 2013 год).

## Соседние гмины
1. Гмина Добжаны
2. Гмина Дравно
3. Гмина Иньско
4. Гмина Калиш-Поморски
5. Гмина Сухань
6. Гмина Хощно